# Списак ликова серије Сунђер Боб Коцкалоне
Ликове у америчкој анимираној телевизијској серији Сунђер Боб Коцкалоне креирао је уметник, аниматор и бивши морски биолог Стивен Хиленбург. Серија приказује авантуре насловног лика и његових разних пријатеља у измишљеном подводном граду Коралову. Већина ликова су антропоморфна морска створења заснована на врстама из стварног живота. Многи дизајни ликова су настали у необјављеном образовном стрипу под насловом The Intertidal Zone, који је Хиленбург направио 1989. године.
Гласове главним ликовима у серији позајмљују Том Кени, Бил Фагербаке, Роџер Бампас, Кленси Браун, Даглас Лоренс, Џил Тели, Керолин Лоренс, Мери Џо Кетлет и Лори Алан. Већини епизодних и позадинских ликова гласове дају Ди Бредли Бејкер, Сирена Ирвин, Боб Џолс, Марк Фајт и Томас Ф. Вилсон. Поред редовне глумачке екипе у серији, разне познате личности из широког спектра професија поуајмиле су гласове гостујућим ликовима и понављајућим улогама.
Ликови серије су наишли на позитиван пријем критике и привукли су пажњу познатих личности. Често су се појављивали у медијима изван телевизијске серије, укључујући биоскопске филмове, многе видео-игре и две спиноф серије. Ликови су такође спомињани и пародирани широм популарне културе. Насловни лик Сунђер Боб постао је икона производа са мотивима серије током врхунца друге сезоне и задржао је континуирану комерцијалну популарност.

## Стварање
Стивен Хиленбург је осмислио ране верзије ликова серије 1984. године, док је предавао и студирао морску биологију на данашњем Поморском институту округа Оринџ у Дејна Појнту у Калифорнији. Током овог периода, Хиленбург је постао фасциниран анимацијом и написао је стрип под насловом The Intertidal Zone у којем је представио различите антропоморфне форме морских створења, од којих су многи касније еволуирали у ликове серије, укључујући „Боба Сунђера”, који је био ко-домаћин стрипа и изгледом је подсећао на прави морски сунђер за разлику од Сунђер Боба. Године 1987. Хиленбург је напустио институт да би остварио свој сан да постане аниматор.